# 北塞浦路斯总理列表
本条目是北賽普勒斯历任總理的列表。

## 塞浦路斯土族邦总理（1976年-1983年）
| # | 姓名 （生–卒）                                      | 图片 | 就任           | 离任           | 政党       |
| - | --------------------------------------------------- | ---- | -------------- | -------------- | ---------- |
| 1 | 拉乌夫·登克塔什 (1924–2012)                         |      | 1975年2月13日  | 1976年7月3日   | 民族团结党 |
| 1 | 内扎特·科努克 （Nejat Konuk） （1928–2014）         |      | 1976年7月3日   | 1978年4月21日  | 民族团结党 |
| 2 | 奥斯曼·厄雷克 （Osman Örek） （1925–1999）          |      | 1978年4月21日  | 1978年12月15日 | 民族团结党 |
| 3 | 穆斯塔法·恰阿塔伊 （Mustafa Çağatay） （1937–1984） |      | 1978年12月15日 | 1983年11月15日 | 民族团结党 |

## 北塞浦路斯土耳其共和国总理（1983年至今）
| #       | 姓名 （生–卒）                                            | 图片 | 就任             | 离任                                       | 政党       |
| ------- | --------------------------------------------------------- | ---- | ---------------- | ------------------------------------------ | ---------- |
| 1       | 穆斯塔法·恰阿塔伊 （Mustafa Çağatay） (1937–1989)         |      | 15 November 1983 | 13 December 1983                           | 民族团结党 |
| 2       | 内扎特·科努克 （Nejat Konuk） （1928－2014）              |      | 1983年11月15日   | 1985年7月19日                              | 民族团结党 |
| 3       | 德尔维什·埃尔奥卢 （Derviş Eroğlu） （1938－）            |      | 1985年7月19日    | 1994年1月1日                               | 民族团结党 |
| 4       | 哈克·阿通 （Hakkı Atun） （1935－）                       |      | 1994年1月1日     | 1996年8月16日                              | 民主党     |
| (第2次) | 德尔维什·埃尔奥卢 （Derviş Eroğlu） （1938－）            |      | 1996年8月16日    | 2004年1月13日                              | 民族团结党 |
| 5       | 麦赫迈特·阿里·塔拉特 （Mehmet Ali Talat） （1952－）      |      | 2004年1月13日    | 2005年4月26日                              | 共和土族党 |
| —       | 塞尔达尔·登克塔什 （Serdar Denktaş） （1959－）（代理）   |      | 2005年4月23日    | 2005年4月26日                              | 民主党     |
| 6       | 费尔迪·萨比特·索耶 （Ferdi Sabit Soyer） （1952－）       |      | 2005年4月26日    | 2009年5月5日                               | 共和土族党 |
| (第3次) | 德尔维什·埃尔奥卢 （Derviş Eroğlu） （1938－）            |      | 2009年5月5日     | 2010年4月23日                              | 民族团结党 |
| —       | 侯赛因·厄兹居尔京 （Hüseyin Özgürgün） （1965－）（代理） |      | 2010年4月23日    | 2010年5月17日                              | 民族团结党 |
| 7       | 伊尔森·屈曲克 （İrsen Küçük） （1940－）                  |      | 2010年5月17日    | 2013年6月13日                              | 民族团结党 |
| 8       | 西贝尔·西贝尔 （Sibel Siber） （1960－）                  |      | 2013年6月13日    | 2013年9月2日                               | 共和土族党 |
| 9       | 厄兹坎·约尔甘哲奥卢 （Özkan Yorgancıoğlu） （1954－）     |      | 2013年9月2日     | 2015年7月16日                              | 共和土族党 |
| 10      | 厄梅尔·卡尔永朱 （Ömer Kalyoncu） （1950－）              |      | 2015年7月16日    | 2016年4月16日                              | 共和土族党 |
| 11      | 侯赛因·厄兹居尔京 （Hüseyin Özgürgün） （1965－）         |      | 2016年4月16日    | 2018年2月2日                               | 民族团结党 |
| 12      | 图凡·埃尔许尔曼 （Tufan Erhürman） （1970－）             |      | 2018年2月2日     | 2019年5月22日                              | 共和土族党 |
| 13      | 埃爾辛·塔塔爾 （Ersin Tatar） （1960－）                  |      | 2019年5月22日    | 2020年10月23日 法律上 2020年12月9日 事實上 | 民族团结党 |
| 14      | 埃尔桑·萨内尔 （Ersan Saner） （1966－）                  |      | 2020年12月9日    | 2021年11月5日                              | 民族团结党 |
| 15      | 法伊兹·苏朱奥卢 （Faiz Sucuoğlu） （1961－）              |      | 2021年11月5日    | 2022年5月12日                              | 民族团结党 |
| 16      | 于纳尔·于斯泰尔 （Ünal Üstel） （1955－）                 |      | 2022年5月12日    | 现任                                       | 民族团结党 |